# 2283 Bunke
2283 Bunke eller 1974 SV4 är en asteroid i huvudbältet som upptäcktes den 26 september 1974 av den sovjetisk-ryska astronomen Ljudmila Zjuravljova vid Krims astrofysiska observatorium på Krim. Den har fått sitt namn efter östtyskan Tamara Bunke.
Asteroiden har en diameter på ungefär 6 kilometer.